# Oscar Bonilla
Óscar Bonilla (Tocoa, 11 giugno 1978) è un calciatore honduregno, centrocampista del Parrillas One.

## Carriera

### Club
Ha cominciato a giocare nel Platense. Nel 2002 ha giocato nel Bella Vista. Nel 2003 è passato all'Olimpia. Nel 2006 si è trasferito al Marathón. Nel 2009 è stato acquistato dal Real España. Nel 2011 è passato al Real Sociedad. Nel 2013 è passato al Parrillas One. Nel gennaio 2014 è stato acquistato dal Marathón. Nel gennaio 2015 è tornato al Parrillas One.

### Nazionale
Ha debuttato in Nazionale il 2 marzo 2002, nell'amichevole Stati Uniti-Honduras (4-0), subentrando a Robel Bernárdez al minuto 81. Ha partecipato, con la maglia della Nazionale, alla CONCACAF Gold Cup 2002. Ha collezionato in totale, con la maglia della Nazionale, 8 presenze.

## Palmarès

### Club

#### Competizioni nazionali
- Campionato honduregno di calcio: 7

Platense: 2000-2001
Olimpia: 2002-2003, 2003-2004, 2004-2005, 2005-2006
Marathón: 2007-2008, 2008-2009